# القطا (الجيزة)
قرية القطا هي إحدى القرى التابعة لمركز منشأة القناطر في محافظة الجيزة في جمهورية مصر العربية. حسب إحصاءات سنة 2006، بلغ إجمالي السكان في القطا 12389 نسمة، منهم 7920 رجل و4469 امرأة.

## تاريخ القرية
القطا من النواحي القديمة، اسمها الأصلي جزيرة القط، وردت في مشترك تحفة الإرشاد بأنها من حقوق أشمون جريسات من أعمال المنوفية، لأنها كانت تابعة لها في ذلك الوقت، وفي التحفة جزيرة القط البحرية، من منطقة ذات الكوم من أعمال الجيزة، ووردت في تقويم البلدان أنها تقع قبالة أشمون، وفي تاريخ سنة 1228 ھ القَطّة وبرسمها الحالي من سنة 1260 ھ.